# Biosférická rezervace Dana
Biosférická rezervace Dana se nachází v blízkosti historicky významného silničního tahu zvaného King’s Highway, nedaleko města Ar Rashadiyya a u obce Dana ve středním Jordánsku. Jedná se o největší jordánskou biosférickou rezervaci, která má rozlohu 308 km². Byla ustanovena v roce 1989.

## Osídlení
Archeologické výzkumy a nálezy ukazují historické nálezy starší než 6000 let a spadající do paleolitického období. Další stopy zanechali egyptští, nabatejští a římští obyvatelé. V dalších staletích patřilo území Dany a okolí kmeni Ata'ta (nebo Al Atata), který dokázal využívat půdu a pastviny v souladu s přírodou. To se změnilo v 50. letech 20. století během rozšiřování místních lesů, které změnily ráz krajiny.

## Geografie
Lokalita, která je chráněná, má velmi členitý povrch, který zde tvoří přechod z náhorní plošiny Kadísíja ve výšce 1500 m n. m. do nížinné pouštní krajiny Vádí Araba. Geologicky obsahují zdejší skály vápence, pískovce a žulu, což vedlo k rozdílným úrovním zvětrávání a tím pádem k přetvoření některých částí v úzké průrvy či kaňonovitá údolí, jiná zůstala stabilní, a tak došlo k vytvoření působivých skalních útvarů.

## Fauna a flóra
V rozmanitém prostředí rezervace roste 703 druhů rostlin, žije 215 druhů ptáků a 38 druhů savců.

### Rostliny
Dana náleží k oblastem s nejrozmanitějším výskytem druhů rostlin a živočichů v zemi. Je to také nejjižnější oblast na světě, kde roste středomořský cypřiš stálezelený (Cupressus sempervirens), dalšími rostlinami jsou např. jalovec fénický (Juniperus phoenicea), vegetace stálezelených dubů a akácií.
Ze stovek druhů rostlin, které zde rostou, se tři nevyskytují nikde jinde na světě. Mnoho rostlin, zejména stromů a keřů, roste ve vrcholových a těžce přístupných partiích přírodní rezervace. 

### Ohrožené druhy
Ve Wadi Dana žijí ohrožený kozorožec núbijský, serin syrský, karakal a poštolka obecná. Plány na záchranu těchto druhů předložil v roce 1994 Globální fond životního prostředí. V přírodní rezervaci Dana se navíc nachází největší hnízdní kolonie serina syrského. Mezi hrozby pro zvířata patří zejména jejich lovení.